# 歌川国経
歌川 国経（うたがわ くにつね、安永6年〈1777年〉 - 文化5年6月19日〈1808年7月12日〉）とは、江戸時代中期の浮世絵師。また講釈師として伊東燕太とも称す。

## 来歴
初代歌川豊国の門人、「国常」とも。俗名は斎藤源三（または源蔵）、相模国愛甲郡上荻野村（小字田尻村、現在の神奈川県厚木市上荻野）の人。江戸に出て豊国の門人となり絵を学ぶ。ただし湯島天神境内に住んでいた講釈師の伊東燕音（1761年 - 1840年）から講釈も学んでおり、「伊東燕太」と称し江戸街頭で講釈をしたという。国経こと源三がいつごろ江戸に行き、上荻野村に帰ったのかは定かではない。絵の作は神奈川県内の寺社や子孫の斎藤家に残る。活動した年代と年齢から、初代豊国の門人としては歌川国政に次ぐ古参と見られ、享和3年（1803年）の書画会の摺物にも豊国門人のひとりとして名を連ねる。享年32。墓所は神奈川県伊勢原市日向の浄発願寺と斎藤家の二か所にある。戒名は燕山太栄上座。墓石は浄発願寺と斎藤家のいずれも、正六角柱という珍しい形をしている。

## 作品
- 「遊女図額」　絵馬　比々多神社（伊勢原市）所蔵　※享和2年12月、「東都一陽斎歌川豊国門人国経画　享和二歳十二月吉日」の落款あり。神奈川県重要文化財
- 「石川五右衛門太閤寝所に乱入の図」　絵馬2枚続　龍峰寺（海老名市国分北）所蔵　※享和3年3月、「歌川国経」の落款と花押等の墨書あり